# Geranomyia neoparilis
Geranomyia neoparilis är en tvåvingeart som först beskrevs av Alexander 1962.  Geranomyia neoparilis ingår i släktet Geranomyia och familjen småharkrankar.
Artens utbredningsområde är Bolivia. Inga underarter finns listade i Catalogue of Life.